# Соната для фортепіано № 7 (Бетховен)
Соната для фортепіано № 7 ре мажор, ор.10 № 3 Л. ван Бетховена написана в 1798 році. Остання з циклу трьох сонат ор.10, присвячених Анні Маргариті фон Браун.
Складається з 4-х частин:
1. Presto (D-dur), написана в сонатній формі[1]
2. Largo e mesto (d-moll), написана в тричастинній формі[1]
3. Menuetto. Allegro (D-dur - G-dur - D-dur), написана в тричастинній формі[1]
4. Rondo. Allegro (D-dur), написана в формі рондо[1]